# 吳鯉
吳鯉（15世紀—16世紀），字耀如，南直隸安慶府懷寧縣人，明朝政治人物。

## 生平
吳鯉是正德五年（1510年）庚午科應天鄉試第五十名舉人，授樂安知縣，調獲嘉知縣，在兩地獎勵寒士、拒絕權要，轉大同通判，陞蔚州知州以廉明著名，如一日總兵官劉定之罣誤論死，待罪於軍門，見者稱冤，他生平與劉定之素未謀面，卻立刻面見上級備陳輿論，力為解救，不久他亦辭官回鄉，堅拒不受劉定之給予金錢，去世後追贈桂林知府，入祀鄉賢祠。

## 引用
1. 1 2  民國《懷寧縣志·卷十八·仕業》：吳鯉，字耀如，正德庚午舉人，授江西樂安知縣，調河南獲嘉縣，奬拔寒士、峻絕權要，轉山西大同判，復擢知蔚州以廉稱，如一日總兵官劉定之以罣誤論死，待罪軍門，覩者鬱鬱稱冤，鯉生平與劉未謀面，即入見大吏備陳輿論之公，力為解救得末減，踰年歸里，劉餽以金堅拒不受，卒贈桂林知府，祀鄉賢。